# Opsiphanes merianae
Opsiphanes merianae är en fjärilsart som beskrevs av Hans Ferdinand Emil Julius Stichel 1901. Opsiphanes merianae ingår i släktet Opsiphanes och familjen praktfjärilar. Inga underarter finns listade i Catalogue of Life.